# Ганькин, Денис Павлович
Дени́с Па́влович Га́нькин (род. 13 декабря 1989, Талды-Курган, Казахская ССР) — казахстанский лучник, мастер спорта международного класса, участник Олимпиады 2012 в Лондоне. Специализируется в стрельбе из классического лука.

## Биография
Денис Ганькин родился 13 декабря 1989 года в городе Талдыкоргане.
С 2003 года начал заниматься стрельбой из лука. В 2011 году на чемпионате Азии в Иране в смешанном парном разряде вместе с Анастасией Банновой стали чемпионами. На внутренних соревнованиях выступает за Алматинскую область.
После третьего этапа Кубка мира в США в июне были разыграны путёвки на Олимпиаду-2012, в итоге Ганькин вошёл в состав сборной Казахстана. В Лондоне в принял участие в личном турнире. В предварительном раунде занял 17-е место, попав в первом поединке плей-офф на малайзийца Хазика бин Хамаруддина, которого победил 6:4. Во втором раунде плей-офф уступил нидерландскому стрелку Рику ван дер Вену и покинул турнир.
В 2017 году в составе сборной Казахстана завоевал золотую медаль на этапе Кубка мира в Шанхае. Денис и его напарники Санжар Мусаев и Ойбек Сайдиев в финале сумели победить олимпийских чемпионов из Южной Кореи в перестрелке. Спустя некоторое время на этапе в Анталье казахстанские лучники завоевали серебряную медаль. На Летней Универсиаде в Тайбэе в составе мужской сборной Казахстана занял четвёртое место. Команда в поединке за бронзовую медаль уступила сборной России.
В 2019 году на чемпионате мира в Хертогенбосе Ганькин участвовал в командном турнире, где казахстанская сборная заняла шестое место. Этот результат позволил стране получить олимпийскую лицензию на Игры в Токио. На этапе Кубка мира в Берлине Ганькин занял пятое место в личном турнире и четвёртое в командном в составе мужской сборной.
В 2020 году в интервью рассказал, что у него есть дочь, которой на тот момент было 8 месяцев.